# هاكو (ناروتو)

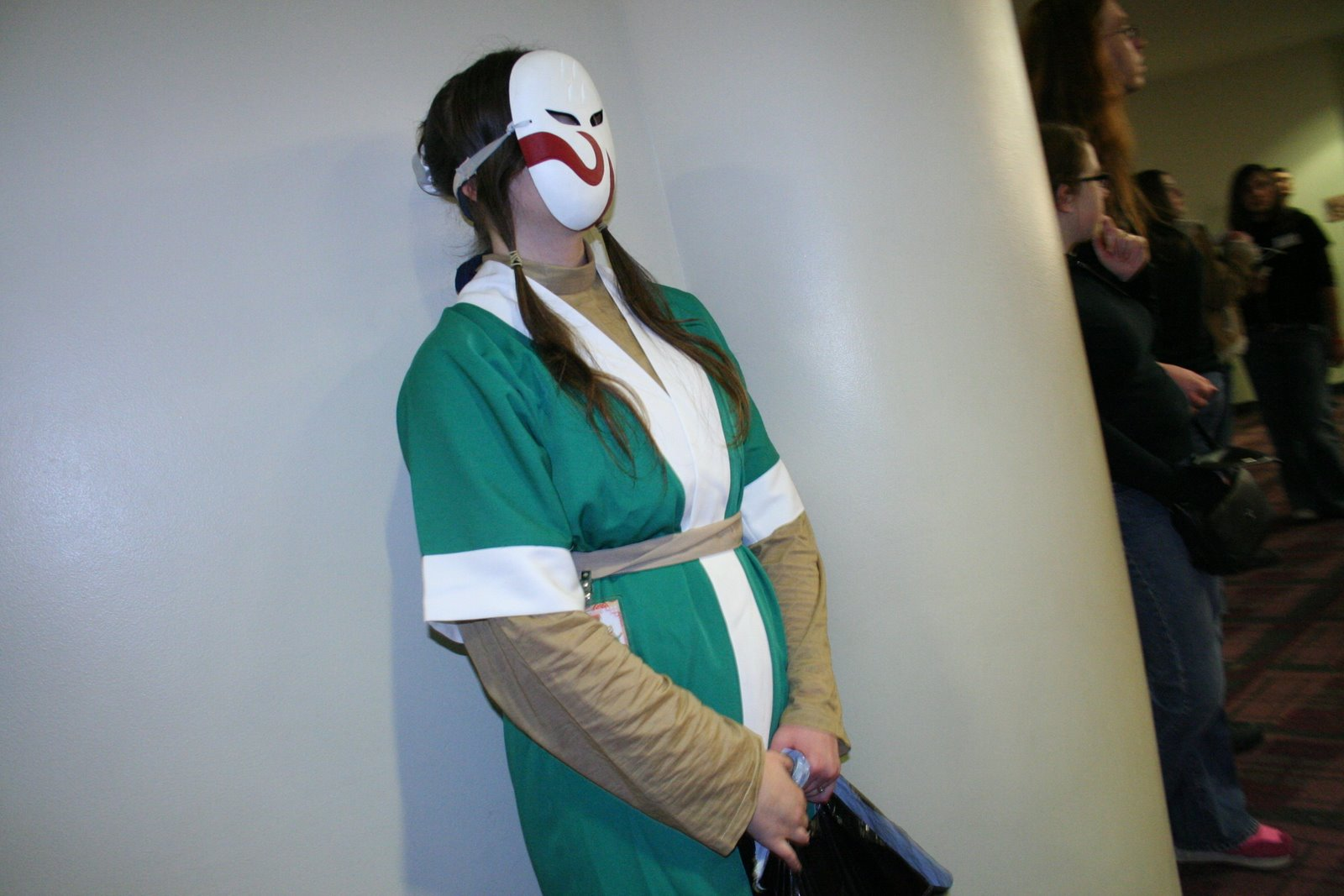
كوسبلاي هاكو مرتديًا قناعًا

هاكو أحد شخصيات مسلسل ناروتو يمتلك حد الدم السلالي الذي هو صفة وراثية في عائلة معينة. يعتبر صياد سرعته تعادل ساسوكي. ويعتبر زابوزا أب له. مات عندما أراد كاكاشي قتل زابوزا بمهارة سيف البرق .يرتدي غالبا قناع يشبه قناع المطاردين و هو يشبه الفتيات كثيرا كما له تقنية جد متطورة و تستهلك الكثير من التشاكرا حيث يستطيع تكوين حاجز من المرايا الضبابية على شكل قفص ويدخل داخل أحد هذه المرايا ويظهر وكأنه موجود في كل المرايا لأن صورته تظهر على كل مرآة ويبدأ بالهجوم عن طريق رمي إبر نينجا على من يدخلهم داخل القفص لذلك كاد أن يقتل ساسوكي ذات مرة وهو يستطيع أيضا تجميع الطاقة وتنفيذ المهارات باستخدام يد واحدة فقط في حين يحتاج النينجا كلتا يديه لتجميع الطاقة وتنفيذ المهارات و لديه قوة ملاحظة وسرعة بديهة حيث استطاع تحليل ومعرفة سر عمل الشارينغان الخاصة بكاكاشي .